# Kurt Heuser
Pour les articles homonymes, voir Heuser.
Kurt Heuser (né le 23 décembre 1903 à Strasbourg, mort le 20 juin 1975 à Ebersberg) est un écrivain et scénariste allemand.

## Biographie
Après un apprentissage dans une banque et des études de droit, Kurt Heuser se destine à une carrière dans la banque comme son beau-père. Il se décide pourtant de s'intéresser à la production tropicale et se rend en Mozambique dans la seconde moitié des années 1920. Alors qu'il est planteur de coton, il se met à écrire. Son expérience de l'Afrique lui donne l'inspiration pour ses romans et nouvelles. En 1974, il publie son autobiographie.
Son premier travail pour le cinéma est les paroles de la chanson So oder So ist das Leben pour le film Liebe, Tod und Teufel, une production UFA. Kurt Heuser se fait un nom en tant que cinéaste. Il est en contact avec de nombreuses personnalités du cinéma et de la littérature, participe aux réunions du Groupe 47.
Avec Harald Bratt (de), il écrit pour l'acteur Emil Jannings de Paul Kruger dans Le Président Krüger, un film de propagande nazie, même s'il est en contradiction avec l'idée du corps que veut défendre Joseph Goebbels.

## Filmographie
| - 1934: Liebe, Tod und Teufel - 1935: Einer zuviel an Bord - 1936: Ein seltsamer Gast - 1936: La Neuvième symphonie (Schlußakkord) - 1937: Le Capitaine de Florence (Condottieri) - 1937: Paramatta, bagne de femmes - 1938: Chasse à l'homme - 1938: Rote Orchideen (de) - 1939: Die unheimlichen Wünsche - 1939: Johannisfeuer - 1939: Les Mains libres - 1940: Les trois Codonas - 1940: Achtung! Feind hört mit! (de) - 1941: Le Président Krüger - 1941: Das Mädchen von Fanö - 1941: Leichte Muse - 1942: Rembrandt - 1943: Paracelse - 1943: Liebe, Leidenschaft und Leid - 1947: Le Procès - 1948: Gottes Engel sind überall - 1948: Maresi - 1950: Prämien auf den Tod - 1950: Ruf aus dem Äther | - 1952: Der große Zapfenstreich (de) - 1952: La Mandragore (en) - 1952: Die große Versuchung - 1954: Ein Leben für Do - 1955: Docteurs et infirmières - 1955: André und Ursula - 1955: Vor Gott und den Menschen - 1956: Von der Liebe besiegt (de) - 1958: Ich war ihm hörig - 1958: Die Slavenkarawane - 1959: Zieh weiter, Pony (Auf allen Straßen) - 1959: Alle Tage ist kein Sonntag - 1959: Les Géants de la forêt - 1960: Die Fastnachtsbeichte - 1961: Via Mala - 1961: Bis zum Ende aller Tage - 1961: Unser Haus in Kamerun - 1962: Waldrausch - 1964: Lausbubengeschichten (de) - 1964: Die Schelme im Paradies (TV) - 1965: Die Herren (de) - 1967: Frühling in Baden-Baden (TV) |

## Sources
- (de) Cet article est partiellement ou en totalité issu de l’article de Wikipédia en allemand intitulé « Kurt Heuser » (voir la liste des auteurs).
- (de) Briefwechsel: Kommentar, Wallstein Verlag, 2004 (lire en ligne), p. 253.